# George Colveneer
George Colveneer fue un teólogo, editor y escritor nacido en 1564 en Ghemp, Brabante y fallecido en 1649.

## Biografía
George fue doctor en teología, preboste de la colegiata de San Pedro de Douai y canciller de la Academia de Douai, y fue célebre como latinista y erudito en "flamand" (dialecto flamenco).
George publicó varias obras, entre ellas una biografía de Flodoardo y otra de Tomás de Cantimpré, y como editor recogió todo cuanto pudo encontrar de las obras de Rabano Mauro, arzobispo de Maguncia y las hizo imprimir en el año 1617 en Colonia, 6 volúmenes medianos a fólio, y una carta dirigida al archiduque Leopoldo, gobernador de los Países Bajos, junto a Franciscus Sylvius y V. Randoux, sobre el jansenismo.

## Obra
Algunas obras publicadas, las siguientes:
- Bonum universale de apibus, B. Bellerii, 1627.
- Chronicon Cameracense..., Douai, 1617.
- Kalendarium sacratissimae Virginis Mariae..., B. Bellerii, 1638.
- Le testament de George Colveneere, L. Crépin, 1864.
- Magnentii Hrabani Mauri..., A. Hierati, 1627.
- Miracolorum et exemplorum..., B. Bellerii, 1605.
- Otras